# Liatongus bucerus
Liatongus bucerus là một loài bọ cánh cứng trong họ Bọ hung (Scarabaeidae).